# 蓝眼人
《蓝眼人》（西班牙語：El Zarco） 是墨西哥作家伊·马·阿尔塔米拉诺（Ignacio Manuel Altamirano，1834—1893）的中篇小说

## 简介
全书讲的是两个女人的故事：一个爱上了土匪头子“蓝眼人”，在剿匪过程中与其同归于尽；一个爱上了一个印第安铁匠，最后过着美满的生活。

## 人物
蓝眼人: 英俊，30岁，高大，土匪头
玛努埃拉 : 年轻美丽的庄园小姐，20岁， 爱上蓝眼人和那惊险的生活。
皮拉尔: 18岁，玛努埃拉的干妹妹。
尼古拉斯: 铁匠，玛努埃拉的追求者。
安东尼娅太太: 玛努埃拉母亲及皮拉尔的教母。
马丁·桑切斯·查戈阳: 历史真人，带领部队剿匪 
华雷斯总统